# 190-я истребительная авиационная дивизия
190-я истреби́тельная авиацио́нная Полоцкая Краснознамённая ордена Кутузова диви́зия (190-я иад) — соединение Военно-Воздушных сил (ВВС) Вооружённых Сил РККА, принимавшее участие в боевых действиях Великой Отечественной войны, в Советско-японской войне и в Войне в Корее.

## Наименования дивизии
- 190-я истребительная авиационная дивизия;
- 190-я истребительная авиационная Полоцкая дивизия;
- 190-я истребительная авиационная Полоцкая Краснознамённая дивизия;
- 190-я истребительная авиационная Полоцкая Краснознамённая ордена Кутузова дивизия;
- Полевая почта 54833.

## Создание дивизии
190-я истребительная авиационная дивизия сформирована к 1 февраля 1944 года на основании Приказа НКО СССР приданием авиационных полков в составе составе 11-го истребительного авиационного корпуса 6-й воздушной армии Резерва Верховного Главнокомандования.

## Расформирование дивизии
190-я истребительная авиационная дивизия была расформирована 01 июня 1959 года в составе 45-й воздушной армии Дальневосточного военного округа.

## В действующей армии
В составе действующей армии:
- с 3 июня 1944 года по 9 мая 1945 года,
- с 9 августа 1945 года 3 сентября 1945 года.

## Командир дивизии
| Звание    | Имя            | Период                  | Примечание             |
| --------- | -------------- | ----------------------- | ---------------------- |
| Полковник | Фокин В. В.    | 12.02.1944 — 01.04.1946 |                        |
| Полковник | Корнилов А. В. | 1952 — 1952             | во время Войны в Корее |

## В составе объединений
| Дата          | Фронт (округ)                                     | Армия                      | Корпус                                 |  |
| ------------- | ------------------------------------------------- | -------------------------- | -------------------------------------- |  |
| 12.01.1944 г. | Резерв Верховного Главнокомандования              | 6-я воздушная армия        | 11-й истребительный авиационный корпус |  |
| 26.02.1944 г. | Резерв Верховного Главнокомандования              | 14-я воздушная армия       | 11-й истребительный авиационный корпус |  |
| 24.04.1944 г. | Резерв Верховного Главнокомандования              |                            | 11-й истребительный авиационный корпус |  |
| 05.06.1944 г. | 1-й Прибалтийский фронт                           | 3-я воздушная армия        | 11-й истребительный авиационный корпус |  |
| 24.02.1945 г. | Земландская группа войск 3-го Белорусского Фронта | 3-я воздушная армия        | 11-й истребительный авиационный корпус |  |
| 03.04.1945 г. | 3-й Белорусский фронт                             | 3-я воздушная армия        | 11-й истребительный авиационный корпус |  |
| 07.05.1945 г. | Ленинградский фронт                               | 15-я воздушная армия       | 11-й истребительный авиационный корпус |  |
| 09.05.1945 г. | Ленинградский фронт                               | 15-я воздушная армия       | 11-й истребительный авиационный корпус |  |
| 09.07.1945 г. | Прибалтийский военный округ                       | 15-я воздушная армия       | 11-й истребительный авиационный корпус |  |
| 09.08.1945 г. | Забайкальский фронт                               | 12-я воздушная армия       |                                        |  |
| 03.09.1945 г. | Забайкальский военный округ                       | 12-я воздушная армия       |                                        |  |
| 01.04.1946 г. | Приморский военный округ                          | 9-я воздушная армия        | 2-й смешанный авиационный корпус       |  |
| 20.02.1949 г. | Приморский военный округ                          | 54-я воздушная армия       | 83-й смешанный авиационный корпус      |  |
| 01.02.1952 г. | Война в Корее                                     |                            | 64-й истребительный авиационный корпус |  |
| 10.08.1952 г. | Дальневосточный военный округ                     | 54-я воздушная армия       |                                        |  |
| 01.04.1957 г. | Дальневосточный военный округ                     | 1-я Особая Воздушная армия |                                        |  |

## Части и отдельные подразделения дивизии
За весь период своего существования боевой состав дивизии претерпевал изменения, в различное время в её состав входили полки:
| Период                        | Части                                 | Примечание                  |
| ----------------------------- | ------------------------------------- | --------------------------- |
| 01.02.1944 г. — 08.10.1950 г. | 17-й истребительный авиационный полк  | передан в 303-ю иад         |
| 01.12.1952 г. — 01.06.1959 г. | 17-й истребительный авиационный полк  | расформирован с дивизией    |
| 01.02.1944 г. — 01.12.1952 г. | 494-й истребительный авиационный полк | передан в 147-ю иад ВВС ТОФ |
| 29.12.1943 г. — 1957 г.       | 821-й истребительный авиационный полк | передан в 303-ю иад         |
| 22.05.1946 г. — 07.05.1947 г. | 5-й истребительный авиационный полк   | расформирован               |
| 31.12.1950 г. — 13.06.1959 г. | 256-й истребительный авиационный полк | расформирован с дивизией    |

Во время Советско-японской войны дивизия принимала участие в следующем составе:
| Период                         | Части                                 | Примечание |
| ------------------------------ | ------------------------------------- | ---------- |
| 08.08.1945 г. — 03.09.1945 г.  | 17-й истребительный авиационный полк  |            |
| 08.08.1945 г. — 03.09.1945 г.  | 494-й истребительный авиационный полк |            |
| 08.08.1945 г. — 03.09.1945 г.. | 821-й истребительный авиационный полк |            |

Во время Войны в Корее дивизия принимала участие в следующем составе:
| Период                        | Части                                 | Примечание                                |
| ----------------------------- | ------------------------------------- | ----------------------------------------- |
| 15.02.1953 г. — 27.07.1953 г. | 256-й истребительный авиационный полк | принимал участие как отдельный ночной иап |
| 14.02.1952 г. — 10.08.1952 г. | 494-й истребительный авиационный полк |                                           |
| 17.02.1952 г. — 10.08.1952 г. | 821-й истребительный авиационный полк |                                           |

## Участие в операциях и битвах
- Белорусская операция «Багратион»[6] — с 23 июня 1944 года по 29 августа 1944 года.
- Витебско-Оршанская операция — с 23 июня 1944 года по 28 июня 1944 года.
- Полоцкая операция — с 29 июня 1944 года по 4 июля 1944 года.
- Рижская операция — с 14 сентября 1944 года по 22 октября 1944 года.
- Мемельская операция — с 5 октября 1944 года по 22 октября 1944 года.
- Восточно-Прусская операция[6] — с 13 января 1945 года по 25 апреля 1945 года.
- Кенигсбергская операция[6] — с 6 апреля 1945 года по 9 апреля 1945 года.
- Земландская операция[6] — с 13 апреля 1945 года по 25 апреля 1945 года.
- Маньчжурская операция — с 9 августа 1945 года по 2 сентября 1945 года.
- Хингано-Мукденская наступательная операция — с 9 августа 1945 года по 2 сентября 1945 года

## Почётные наименования
- 190-й истребительной авиационной дивизии присвоено почётное наименование «Полоцкая»[7]

## Награды

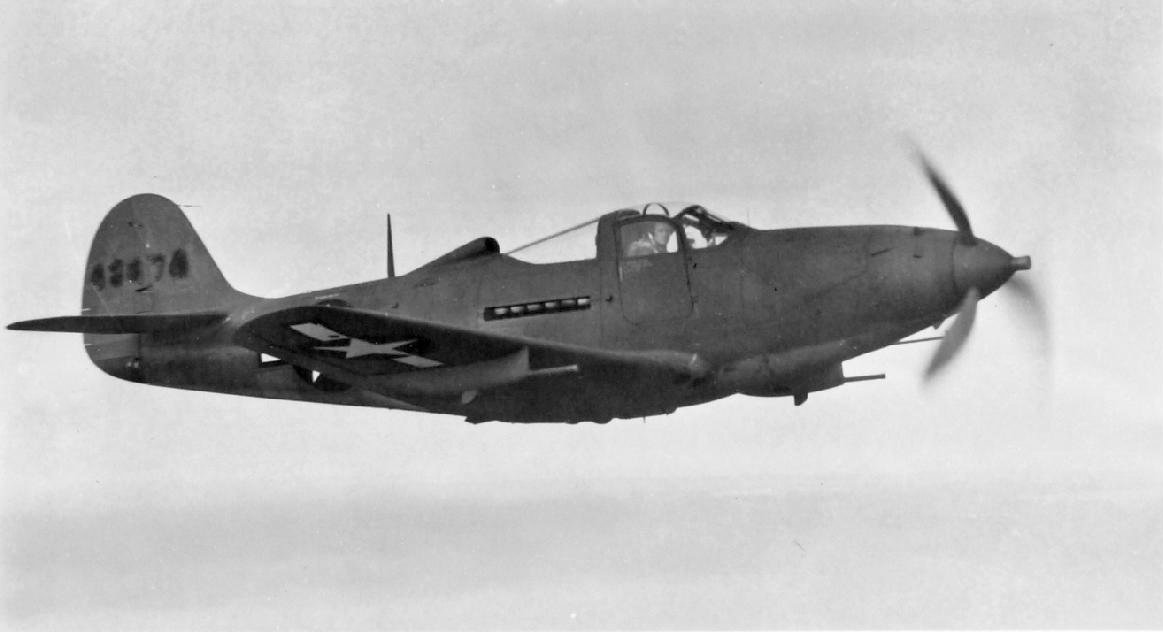
Во время Великой Отечественной войны все полки дивизии летали на Bell P-39 Airacobra

- За образцовое выполнение заданий командования в боях с немецкими захватчиками, за овладение городом Иелгава (Митава) и проявленные при этом доблесть и мужество Указом Президиума Верховного Совета СССР от 10 августа 1944 года 190-я истребительная авиационная Полоцкая дивизия награждена орденом Красного Знамени[8].
- 190-я Полоцкая Краснознамённая истребительная авиационная дивизия Указом Президиума Верховного Совета СССР награждена орденом «Кутузова III степени»
- 17-й истребительный авиационный полк за образцовое выполнение боевых заданий командования в боях с немецкими захватчиками при овладении городом Клайпеда (Мемель) и проявленные при этом доблесть и мужество Указом Президиума Верховного Совета СССР от 5 апреля 1945 года награждён орденом «Суворова III степени»
- 494-й истребительный авиационный полк за образцовое выполнение заданий командования в боях с немецкими захватчиками при прорыве обороны противника северо-западнее и юго-западнее Шяуляй (Шавли) и проявленные при этом доблесть и мужество Указом Президиума Верховного Совета СССР от 31 октября 1944 года награждён орденом «Суворова III степени»
- 821-й истребительный авиационный полк за образцовое выполнение заданий командования в боях с немецкими захватчиками при прорыве обороны противника северо-западнее и юго-западнее Шяуляй (Шавли) и проявленные при этом доблесть и мужество Указом Президиума Верховного Совета СССР от 31 октября 1944 года награждён орденом «Суворова III степени»

## Благодарности Верховного Главнокомандующего
- За овладение городом Полоцк[9]
- За овладение городом Елгава (Митава)[10]
- За прорыв обороны противника северо-западнее и юго-западнее города Шяуляй[11]
- За овладение городом и крепостью Кенигсберг[12]
- За овладение городом и крепостью Пиллау[13]
- За овладение всей Маньчжурией, Южным Сахалином и островами Сюмусю и Парамушир из группы Курильских островов, главным городом Маньчжурии Чанчунь и городами Мукден, Цицикар, Жэхэ, Дайрэн, Порт-Артур объявлена благодарность[14].

## Первая победа дивизии в воздушном бою в Войне в Корее
Первая известная воздушная победа дивизии в воздушном бою одержана 17 февраля 1952 года лётчиком 256-го истребительного полка: старший лейтенант Зворыкин А. М. в воздушном бою сбил американский истребитель F-86 Sabre («Сейбр»).

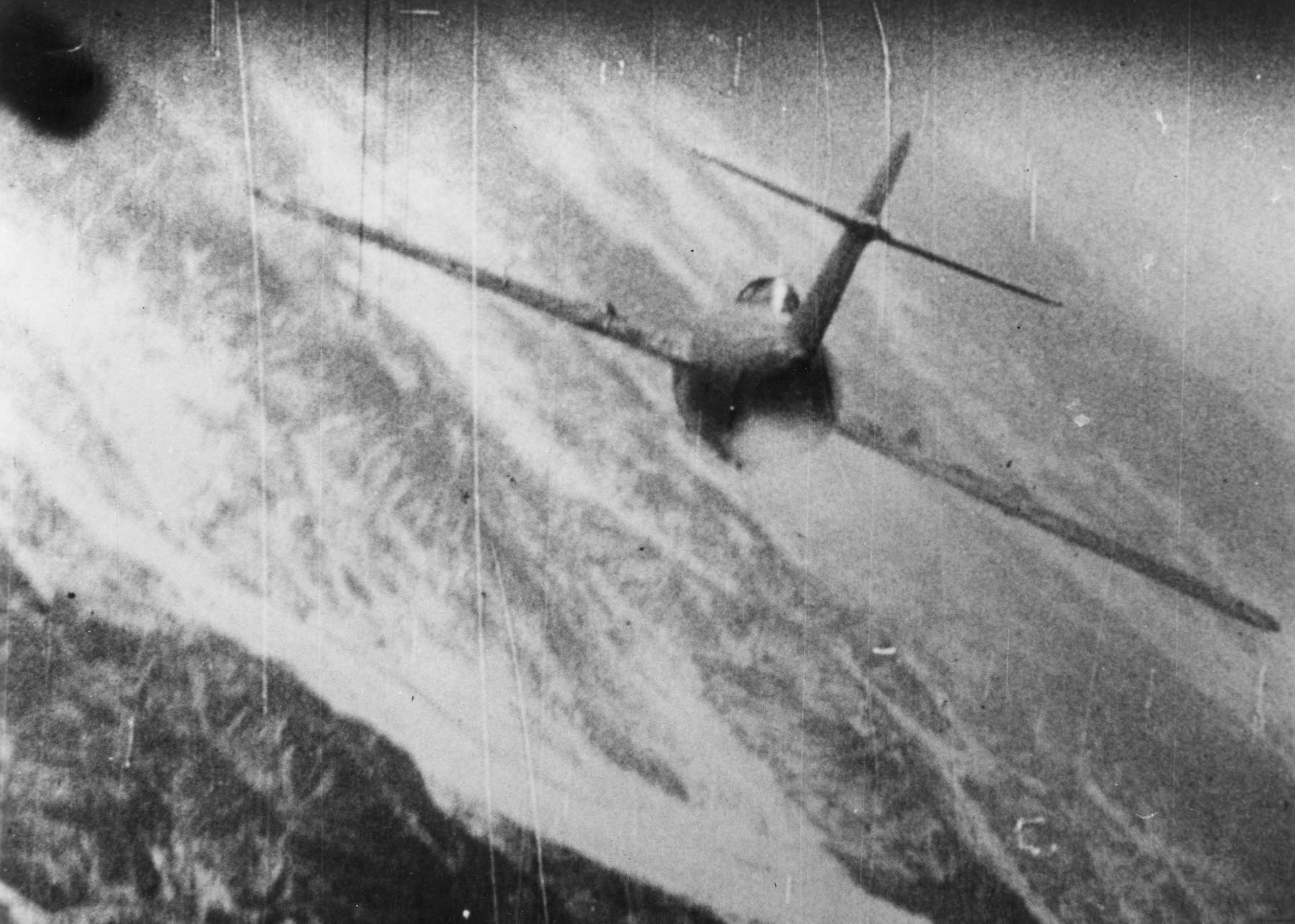
F-86 атакует МиГ-15. Корея

## Отличившиеся воины дивизии
- Сиротин Вячеслав Фёдорович, капитан, начальник воздушно-стрелковой службы 17-го истребительного авиационного полка 190-й истребительной авиационной дивизии 11-го истребительного авиационного корпуса 3-й воздушной армии 23 февраля 1945 года удостоен звания Герой Советского Союза. Золотая Звезда № 4183

## Базирование
| Период               | Аэродромы               |
| -------------------- | ----------------------- |
| 08.1945 — 15.09.1945 | Чайбалсан, Монголия     |
| 09.1945 — 02.1952    | Хороль, Приморский край |
| 02.1952 — 08.1952    | Мяогоу (Андунь), Китай  |
| 08.1952 — 06.1959    | Хороль, Приморский край |

## Статистика боевых действий
Всего за годы Великой Отечественной войны дивизией:
| Выполнено боевых вылетов | Сбито самолётов в воздухе | Уничтожено самолётов всего | Потеряно лётчиков | Потеряно самолётов |
| ------------------------ | ------------------------- | -------------------------- | ----------------- | ------------------ |
| 13013                    | 225                       | 254                        | 57                | 114                |

Всего за годы Советско-японской войны дивизией:
| Выполнено боевых вылетов | Проведено воздушных боев | Сбито самолётов в воздухе |
| ------------------------ | ------------------------ | ------------------------- |
| 195                      | 1                        | 1                         |

| МиГ-17 | МиГ-15 | МиГ-17 |

Всего за годы Войны в Корее дивизией:
| Сбито самолётов сил ООН | Погибло лётчиков в воздушных боях | Потеряно самолётов |
| ----------------------- | --------------------------------- | ------------------ |
| 88                      | 15                                | 64                 |